# Condado de Essex (Ontário)
O Condado de Essex é uma subdivisão administrativa da província canadense de Ontário. Sua capital é Windsor.